# Sakar (Servië)
Sakar (Servisch cyrillisch: Сакар) is een plaats in de Servische gemeente Mali Zvornik. De plaats telt 504 inwoners (2002).